# Comisión Económica para América Latina y el Caribe
La Comisión Económica para América Latina y el Caribe (CEPAL) es el organismo dependiente de la Organización de las Naciones Unidas responsable de promover el desarrollo económico y social de la región.
Creada en 1948, la CEPAL se dedica a la investigación social, económica y de relaciones internacionales. Desde octubre de 2022 su Secretario Ejecutivo es José Manuel Salazar-Xirinachs de Costa Rica.

## Historia

### Origen e Industrialización por Sustitución de Importaciones
El Consejo Económico y Social de las Naciones Unidas (ECOSOC)  creó en 1947, por la resolución  106 (VI), cinco comisiones económicas regionales con el objetivo de ayudar y colaborar con los gobiernos de las respectivas zonas en la investigación y análisis de los temas económicos regionales y nacionales. Las áreas de trabajo escogidas fueron Europa, África, la región Asia-Pacífico, el Medio Oriente y América Latina.
En diciembre de 1948 inicia, entonces su actividad la Comisión Económica para América Latina (CEPAL), cuya sede fue establecida en av. Providencia #871; Santiago. Su primer Secretario Ejecutivo fue el mexicano Gustavo Martínez Cabañas, quien sostuvo el cargo entre diciembre de 1948 y abril de 1950.
En 1950 sucede a Martínez Cabañas como Secretario Ejecutivo de la CEPAL el economista argentino Raúl Prebisch, reconocido por su libro El desarrollo económico de América Latina y algunos de sus principales problemas y principal promotor de la Comisión en México. Junto a la destacada economista mexicana Ifigenia Martínez, Prebisch había participado activamente en la formación de la CEPAL.
En la década de los cincuenta, la organización propuso una serie de reformas económicas a los países de la región, particularmente enfocadas en la Industrialización por Sustitución de Importaciones (ISI), impulsando un desarrollo productivo dirigido por el Estado como forma de fortalecer a las economías latinoamericanas frente a las vicisitudes del comercio internacional, particularmente desde el prisma de los términos de intercambio. Asimismo, se planteó la necesidad de una reforma agraria en la zona, idea que sería fuente de inspiración para diversos gobiernos, como los de Eduardo Frei Montalva y Salvador Allende en Chile. El ideario de la CEPAL tenía una gran influencia del pensamiento keynesiano y las escuelas historicistas e institucionalistas centroeuropeas.
Junto con la difusión de su pensamiento económico, la CEPAL extiende su presencia física, inaugurando en junio de 1951 una sede en México D. F. para la subregión de América Central, a la que se sumaría, en diciembre de 1966, otra para la subregión del Caribe, ubicada en Puerto España. El 29 de agosto de 1966 se inaugura la nueva sede de la organización en un terreno de 4 hectáreas donado por el Estado de Chile a la ONU.

### Impulso de la trinidad
En el Décimo Período de Sesiones de la CEPAL en Mar del Plata, Argentina, celebrado en mayo de 1963, se anunció el nombramiento del economista venezolano José Antonio Mayobre como Secretario Ejecutivo de la CEPAL, cargo que asumiría en agosto del mismo año.
En enero de 1967 el secretario general de las Naciones Unidas, U Thant, designó al ingeniero mexicano Carlos Quintana como secretario ejecutivo de la CEPAL, sucediendo en su cargo a Mayobre.
El pensamiento cepalino en la década del 1960 estaría marcado por una profundización de la industrialización en la región, enfocado particularmente en reformas para impulsar dicho proceso mediante la sustitución de importaciones.

### Homogeneización social y diversificación pro-exportadora
El 27 de marzo de 1972 asume como nuevo Secretario Ejecutivo el economista uruguayo Enrique Iglesias, previo Presidente del Consejo Directivo del ILPES desde 1967.
En los setenta, la CEPAL pondría un énfasis en temas de desigualdad social y de matriz productiva, impulsando políticas de desarrollo económico y social –o, como se denominaban en ese tiempo, "estilos de desarrollo"– tendentes a reducir los problemas de inequidad presentes en la región y, por otro lado, poniendo sobre la mesa la necesidad de diversificar las actividades productivas de los países de la región, de modo de aumentar su competitividad internacional.

### Ajuste con crecimiento
El economista argentino Norberto González asume en la Secretaría Ejecutiva el 1 de marzo de 1985.
En los ochenta, la CEPAL tuvo que enfrentar, primero con Iglesias y luego con González a la cabeza, la crisis de la deuda latinoamericana, provocada por incapacidad de los excesivamente endeudados países de la región de pagar sus compromisos de deuda externa. Ante esto, la propuesta de la Cepal fue la del llamado "ajuste con crecimiento", un enfoque basado en la necesidad de alcanzar el crecimiento económico interno de cada país como solución a sus problemas de deuda.
Por otra parte, por medio de la resolución 1984/67, el 27 de julio de 1984 el campo de acción de la CEPAL fue ampliado para cubrir la zona del Caribe, y así cambia su nombre a Comisión Económica para América Latina y el Caribe, conservando, sin embargo, su sigla en español: CEPAL.
La etapa de la CEPAL durante la década de los noventa se denominó: transformación productiva con equidad.

### Perspectiva doctrinal de la Cepal
Es una escuela de pensamiento económico denominada Estructuralista; su principal creador fue el economista argentino Prebisch, funcionario de la CEPAL de las Naciones Unidas. Su planteamiento surge de una forma de keynesianismo latinoamericano aunque también se inspira en el institucionalismo americano y el historicismo europeo.  A partir de este, se generan subcorrientes fuera de la CEPAL como los Dependentistas, los pensadores de la Teoría del Subdesarrollo, los teóricos asociados a André Gunder Frank. El desarrollo de esta teoría ha evolucionado hasta la actualidad con la visión neoestructuralista, que asume el libre comercio pero con la regulación del Estado y de los organismos internacionales, de forma equilibrada, para promover más equidad.
La CEPAL ha venido desarrollando diferentes trabajos para apoyar a los países en el cumplimiento de los Objetivos de Desarrollo del Milenio. La Cepal también tiene un área de difusión de buenas prácticas en producción estadística y coordinación interinstitucional para el monitoreo y reporte de los ODM en América Latina y el Caribe. Esta oficina se encarga de llevar a cabo revelamientos en los países miembros para evaluar las tasas de pobreza, indigencia y verificar si dichos países cumplen con los objetivos del milenio.

## Organización

###### Divisiones de la CEPAL
- División de Planificación Económica y Social.
- División de Desarrollo Económico.
- División de Comercio Internacional e Integración.
- División de Desarrollo Productivo y Empresarial.
- División de Población y Desarrollo.
- División de Planificación y Gestión de Programas.
- División de Documentos y Publicaciones.
- División de Desarrollo Social.
- División de Desarrollo Sostenible y Asentamientos Humanos.
- División de Asuntos de Género.
- División de Recursos Naturales e Infraestructura.
- División de Estadísticas.

###### Observatorios de la CEPAL
- Observatorio Fiscal de América Latina y el Caribe.
- Observatorio Regional de Planificación para el Desarrollo.
- Observatorio América Latina Asia-Pacífico.
- Observatorio Demográfico de América Latina.
- Observatorio de Desarrollo Social en América Latina y el Caribe.
- Observatorio de Igualdad de Género en América Latina y el Caribe.
- Observatorio Regional de Banda Ancha.
- Observatorio de la Sociedad de la Información en América Latina y el Caribe.
- Observatorio de Energías Sostenibles.
- Observatorio del Principio 10 de la Declaración de Río y Acuerdo de Escazú.

## Países miembros y asociados

Mapa de los Países miembros.

La CEPAL cuenta con 46 Estados miembros, incluyendo los 33 Estados que conforman el entorno geopolítico de América Latina y el Caribe. Otros trece Estados de Europa, Asia y de la América anglosajona participan como Estados miembros, cuatro de esos Estados cuentan con territorios dependientes dentro del área geográfica de América Latina y el Caribe. 14 de estos territorios no soberanos participan como miembros asociados.
| País                                 | Membresía | Fecha de incorporación   |
| ------------------------------------ | --------- | ------------------------ |
| Alemania                             | Miembro   | 26 de julio de 2005      |
| Anguila                              | Asociado  | 20 de abril de 1996      |
| Antigua y Barbuda                    | Miembro   | 11 de noviembre de 1981  |
| Argentina                            | Miembro   | 25 de febrero de 1948    |
| Aruba                                | Asociado  | 22 de abril de 1988      |
| Bahamas                              | Miembro   | 18 de septiembre de 1973 |
| Barbados                             | Miembro   | 9 de diciembre de 1966   |
| Belice                               | Miembro   | 25 de septiembre de 1981 |
| Bermudas                             | Asociado  | 31 de agosto de 2012     |
| Bolivia                              | Miembro   | 25 de febrero de 1948    |
| Brasil                               | Miembro   | 25 de febrero de 1948    |
| Canadá                               | Miembro   | 25 de febrero de 1948    |
| Colombia                             | Miembro   | 25 de febrero de 1948    |
| República de Corea del Sur           | Miembro   | 23 de julio de 2007      |
| Costa Rica                           | Miembro   | 25 de febrero de 1948    |
| Cuba                                 | Miembro   | 25 de febrero de 1948    |
| Curazao                              | Asociado  | 31 de agosto de 2012     |
| Chile                                | Miembro   | 25 de febrero de 1948    |
| Dominica                             | Miembro   | 18 de diciembre de 1978  |
| Ecuador                              | Miembro   | 25 de febrero de 1948    |
| El Salvador                          | Miembro   | 25 de febrero de 1948    |
| España                               | Miembro   | 3 de agosto de 1979      |
| Estados Unidos                       | Miembro   | 25 de febrero de 1948    |
| Francia                              | Miembro   | 25 de febrero de 1948    |
| Granada                              | Miembro   | 17 de septiembre de 1974 |
| Guadalupe                            | Asociado  | 31 de agosto de 2012     |
| Guatemala                            | Miembro   | 25 de febrero de 1948    |
| Guayana Francesa                     | Asociado  | 11 de mayo de 2018       |
| Guyana                               | Miembro   | 20 de septiembre de 1966 |
| Haití                                | Miembro   | 25 de febrero de 1948    |
| Honduras                             | Miembro   | 25 de febrero de 1948    |
| Islas Caimán                         | Asociado  | 13 de junio de 2008      |
| Islas Turcos y Caicos                | Asociado  | 24 de marzo de 2006      |
| Islas Vírgenes Británicas            | Asociado  | 6 de abril de 1984       |
| Islas Vírgenes de los Estados Unidos | Asociado  | 6 de abril de 1984       |
| Italia                               | Miembro   | 27 de julio de 1990      |
| Jamaica                              | Miembro   | 18 de septiembre de 1962 |
| Japón                                | Miembro   | 27 de julio de 2006      |
| Martinica                            | Asociado  | 31 de agosto de 2012     |
| Montserrat                           | Asociado  | 23 de abril de 1968      |
| México                               | Miembro   | 25 de febrero de 1948    |
| Nicaragua                            | Miembro   | 25 de febrero de 1948    |
| Noruega                              | Miembro   | 22 de julio de 2015      |
| Países Bajos                         | Miembro   | 25 de febrero de 1948    |
| Panamá                               | Miembro   | 25 de febrero de 1948    |
| Paraguay                             | Miembro   | 25 de febrero de 1948    |
| Perú                                 | Miembro   | 25 de febrero de 1948    |
| Portugal                             | Miembro   | 27 de julio de 1984      |
| Puerto Rico                          | Asociado  | 10 de mayo de 1990       |
| Reino Unido                          | Miembro   | 25 de febrero de 1948    |
| República Dominicana                 | Miembro   | 25 de febrero de 1948    |
| San Cristóbal y Nieves               | Miembro   | 23 de septiembre de 1983 |
| San Vicente y las Granadinas         | Miembro   | 16 de septiembre de 1980 |
| Sint Maarten                         | Asociado  | 9 de mayo de 2014        |
| Santa Lucía                          | Miembro   | 18 de septiembre de 1979 |
| Surinam                              | Miembro   | 4 de diciembre de 1975   |
| Trinidad y Tobago                    | Miembro   | 18 de septiembre de 1962 |
| Turquía                              | Miembro   | 25 de julio de 2017      |
| Uruguay                              | Miembro   | 25 de febrero de 1948    |
| República Bolivariana de Venezuela   | Miembro   | 24 de febrero de 1948    |

## Secretarios ejecutivos
| #  | Secretario/a ejecutivo/a      | Secretario/a ejecutivo/a                | País de origen | Mandato              | Mandato            |
| -- | ----------------------------- | --------------------------------------- | -------------- | -------------------- | ------------------ |
| 1  | Gustavo Martínez Cabañas      | Gustavo Martínez Cabañas (1911-2003)    | México         | diciembre de 1948    | abril de 1950      |
| 2  | Raúl Prebisch                 | Raúl Prébisch (1901-1986)               | Argentina      | mayo de 1950         | julio de 1963      |
| 3  | José Antonio Mayobre          | José Antonio Mayobre (1913-1980)        | Venezuela      | agosto de 1963       | diciembre de 1966  |
| 4  | Carlos Quintana               | Carlos Quintana (1912-1987)             | México         | enero de 1967        | marzo de 1972      |
| 5  | Enrique V. Iglesias           | Enrique V. Iglesias (n. 1930)           | Uruguay        | abril de 1972        | febrero de 1985    |
| 6  | Norberto González             | Norberto González (1925-2017)           | Argentina      | marzo de 1985        | diciembre de 1987  |
| 7  | Gert Rosenthal                | Gert Rosenthal Königsberger (n. 1935)   | Guatemala      | enero de 1988        | diciembre de 1997  |
| 8  | José Antonio Ocampo           | José Antonio Ocampo (n. 1952)           | Colombia       | enero de 1998        | agosto de 2003     |
| 9  | José Luis Machinea            | José Luis Machinea (n. 1946)            | Argentina      | diciembre de 2003    | julio de 2008      |
| 10 | Alicia Bárcena                | Alicia Bárcena Ibarra (n. 1952)         | México         | 1 de julio de 2008   | 1 de abril de 2022 |
| 11 | José Manuel Salazar-Xirinachs | José Manuel Salazar-Xirinachs (n. 1953) | Costa Rica     | 1 de octubre de 2022 | En el cargo        |

## Localizaciones
La sede central de la Comisión (Edificio de la Cepal) se encuentra en Santiago de Chile, la cual coordina dos sedes subregionales y una oficina de enlace en Washington, D. C.. También tiene oficinas nacionales en algunos países.
- Santiago, Chile (sede central) (1948)
- Washington D. C., Estados Unidos (oficina de enlace) (1950)
- Ciudad de México, México  (Sede Subregional para México, Centroamérica, Cuba, Haití y República Dominicana[11]) (1951)
- Puerto España, Trinidad y Tobago (Sede Subregional para el Caribe) (1966)
- Bogotá, Colombia (oficina nacional) (1952)
- Brasilia, Brasil (oficina nacional) (1968)
- Buenos Aires, Argentina (oficina nacional)
- Montevideo, Uruguay (oficina nacional)

### Edificio de la Cepal

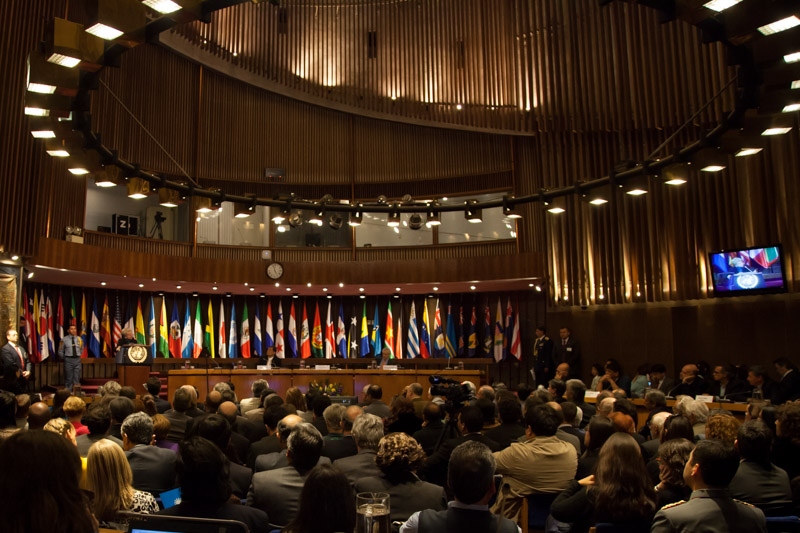
Vista de la Sala Raúl Prébisch en el Edificio de la Cepal.

El edificio de la CEPAL se encuentra ubicado en la comuna de Vitacura y fue inaugurado el 29 de agosto de 1966 por el ex presidente de Chile, Eduardo Frei Montalva, y el ex secretario general de Naciones Unidas, U Thant. El edificio es considerado un hito de la arquitectura moderna latinoamericana.  Su diseño estuvo a cargo del influyente arquitecto chileno Emilio Duhart con la colaboración de Christian de Groote, Roberto Goycoolea y Oscar Santelices, inspirados en el estilo del destacado arquitecto suizo Le Corbusier.
La esposa de Carlos Quintana, Lulú de Quintana, contribuyó a diseñar los jardines que complementan la obra arquitectónica de Duhart.
En diciembre de 2009 el edificio de la CEPAL fue distinguido como una de las 31 "Obras Bicentenario" por la Comisión Bicentenario, en el contexto de celebraciones por el 200.º aniversario de la Primera Junta Nacional de Gobierno de Chile.